# 妙昌寺 (西条市)
妙昌寺（みょうしょうじ）は、愛媛県西条市東町にある日蓮宗の寺院。山号は日栄山。旧本山は京都立本寺。江戸時代、伊予西条藩一柳家、松平家の菩提寺として栄えた。自性院妙全日了大姉（正徳元年（1711年）没）の逸話から女人成仏の寺と呼ばれる。庫裡は西条藩政庁の建築を移築したもの。

## 歴史
寛永14年（1637年）開基の一柳直重（伊予西条藩主）は法性院日慧を開山に母と内室の菩提を弔うため開創した。寛文10年（1670年）松平頼純（紀州徳川家出身）が西条藩主となると松平家の菩提寺ともなった。

## 伽藍
- 本堂
- 守護神堂
- 稲荷堂
- 納牌堂
- 山門

## 旧末寺
日蓮宗は昭和16年に本末を解体したため、現在では、旧本山、旧末寺と呼びならわしている。
- 圓光山林昌寺(西条市氷見乙)

## 参考資料
- 日蓮宗寺院大鑑編集委員会『宗祖第七百遠忌記念出版 日蓮宗寺院大鑑』大本山池上本門寺 (1981年)
- 日蓮宗新聞 2017年3月12日

## 公式サイト
- 公式ウェブサイト（日本語）

座標: 北緯33度55分8.3秒 東経133度11分5.1秒 / 北緯33.918972度 東経133.184750度